# Dianne van Giersbergen
Dianne van Giersbergen, née le 5 juin 1985 à Liempde aux Pays-Bas, est une Soprano dramatique ainsi qu'une auteure-compositrice-interprète néerlandaise. 
Elle est la fondatrice du groupe de metal progressif néerlandais Ex-Libris et a été la chanteuse du groupe allemand de metal symphonique, Xandria du 25 octobre 2013 au 13 septembre 2017.

## Biographie
Dianne van Giersbergen reçoit ses premières leçons de chant comme cadeau d'anniversaire de ses parents à l'âge de quatre ans. Elle prend ensuite des cours avec des professeurs puis en parallèle chante dans plusieurs chorales. En 2005, elle commence ses études de musique classique à l'école de musique Artez. Le 19 mai 2009, elle obtient son diplôme. 
Elle élargit sa technique vocale et commence à combiner sa formation classique avec la musique heavy metal. Elle a également travaillé sur la théorie de la composition, écrit de la poésie et a été présidente d'un groupe de maîtres étudiants à des concerts de musique classique organisés.

### Carrière musicale

#### Ex-Libris (depuis 2004)
Après avoir obtenu un Bachelor et une maîtrise à l'école Artez, et après avoir perfectionné la combinaison de techniques classiques et du métal progressif, avec le batteur Joost van de Pas, elle forme le groupe Ex Libris.
En 2008, leur premier album Amygdala sort sous un label indépendant. L'album est bien accueilli. Le groupe fait alors les premières parties d'autres groupes de métal symphonique néerlandais comme Epica, Delain, Stream of Passion et ReVamp. Il a également fait de nombreux spectacles à l'étranger, en Allemagne, en France, en Belgique et au Royaume-Uni.
Le deuxième album Medea, basé sur une tragédie grecque, sort en janvier 2014 sous un label indépendant.
Le troisième album studio intitulé Ann, une trilogie métal dont le premier chapitre est Anne Boleyn, est paru le 1er août 2018. Le deuxième chapitre, Anastasia Romanova, est publié le 15 mars 2019, et le troisième, Ann Frank, sort le 15 novembre 2019.

#### Avec Xandria (2013-2017)

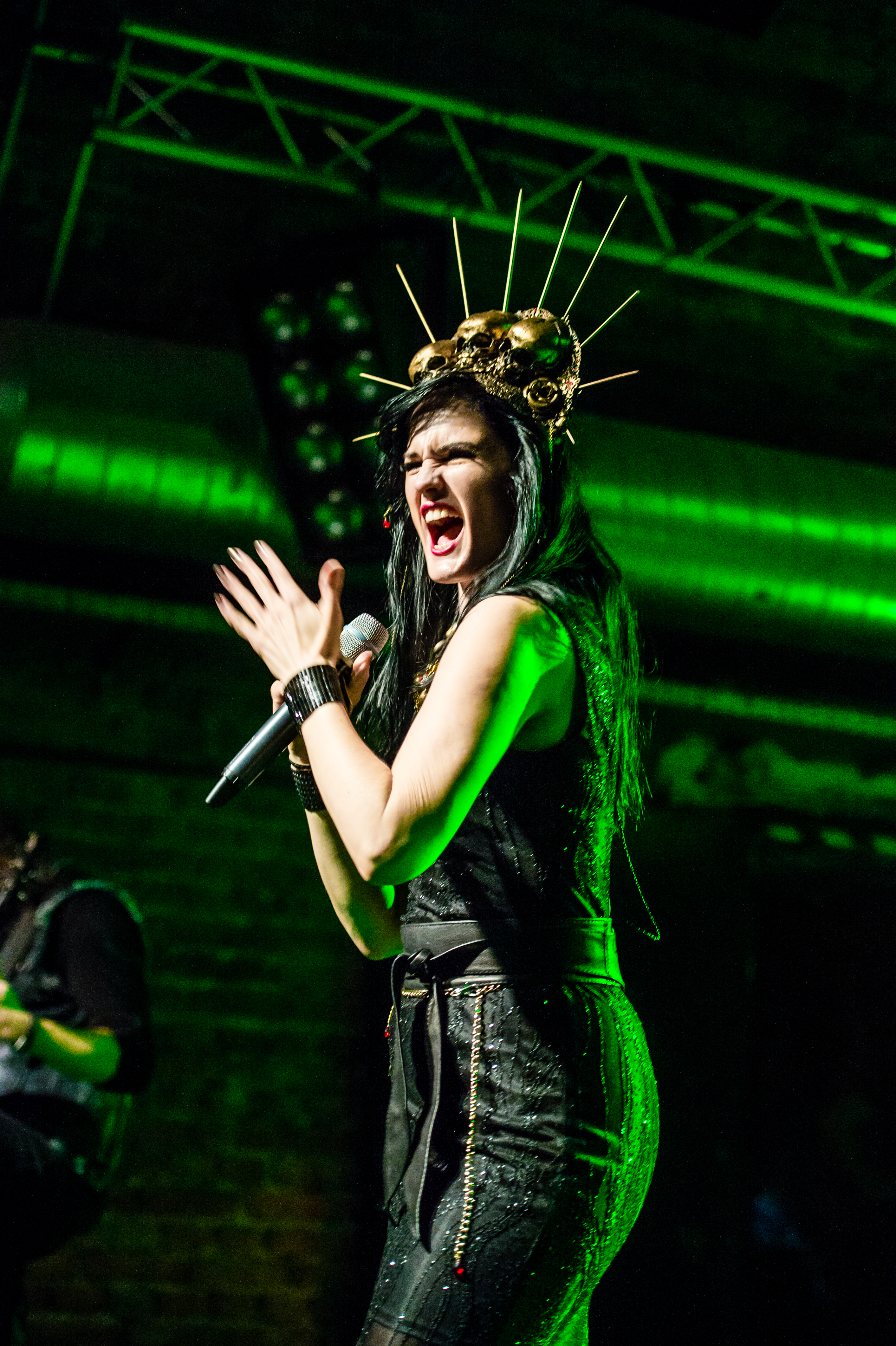
Dianne van Giersbergen avec Xandria

Le 25 octobre 2013, Dianne van Giersbergen est déclarée nouvelle chanteuse du groupe de métal symphonique allemand Xandria après le départ de Manuela Kraller,. Le 28 novembre 2013, est son premier concert avec Xandria à Madrid, en Espagne. Le premier album avec le groupe, Sacrificium, sort le 2 mai 2014.
Le 31 juillet 2015, elle réalise avec Xandria un EP intitulé Fire & Ashes sorti avec un total de 7 titres dont 3 nouvelles chansons et 2 remakes de classiques bien connus de Xandria, et 2 reprises.

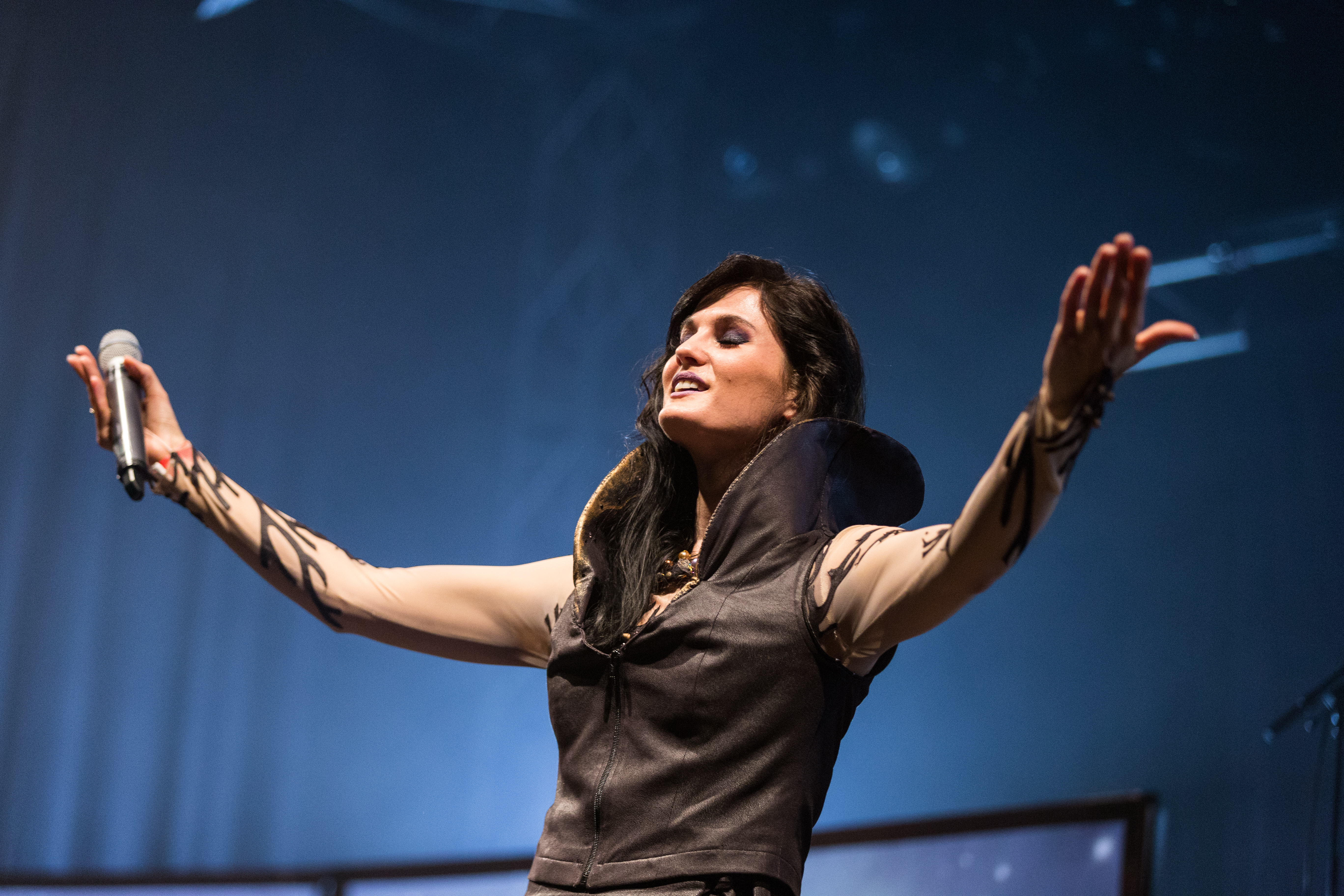
Xandria au Wave-Gotik-Treffen 2017, à Leipzig

Le deuxième album avec Xandria se nomme Theater of Dimensions et sort le 27 janvier 2017.
Le 13 septembre 2017, elle quitte le groupe pour des raisons de santé liées principalement au stress et des tensions avec les autres membres de la bande. À la suite de son départ les chanteuses précédentes du groupe, Manuella Kraller et Lisa Middelhauve, ont immédiatement réagi sur le départ van Giersbergen.
Réaction de Manuela Kraller :
« Surprise par la nouvelle, que Dianne a quitté Xandria... ou a été laissée. Pour être honnête, je suis déçue quant à la façon dont ils ont annoncé que Dianne ne fera plus partie du groupe. Pas de merci, pas de vraies explications, rien. La même chose que lorsque j'ai quitté le groupe. Peu importe ce qui s'est passé entre les deux, il convient de dire au revoir de façon respectueuse. Et les fans méritent la vérité. Au moins quelques informations de plus que celles qui ont été révélées. Mais c’est ça, la business de la musique. ‘The show must go on’. Prenons donc le prochain chanteur, pour ne manquer aucun spectacle. Voilà comment ça fonctionne, pensent-ils.
« Je félicite Dianne, pour être si courageuse. Il faut beaucoup de force pour être tellement ouverte...
« Elle a fait ce dont je n'avais pas le cœur, il y a quatre ans, quand j'ai quitté le groupe. Je ne veux pas dire que Xandria est un groupe de méchants. Ce n'est pas comme ça. Si le business n'avait pas été entre nous, je suis sûre que nous nous serions très bien entendus. Mais pour être honnête, l'entreprise de la musique tue tout. Elle détruit l'humanité d'une manière ou d'une autre. Elle ne se préoccupe pas de toi. Vous devez vous occuper de vous-même. Personne d'autre ne le fait. »
Réaction de Lisa Middelhauve :
« Xandria est un groupe de gars remplaçables (plus une femme remplaçable). C'est un groupe d'individus. Il s'agit de 4 ou 5 musiciens, ce qui signifie que nous parlons d'au moins quatre histoires personnelles, egos, personnalités et opinions. Nous ne parlons pas d'un grand monstre contre une princesse impuissante (à la fois). Nous parlons d'un choc d'egos, ce qui entraîne une mauvaise communication évidemment catastrophique.
« Bien sûr, la pression est élevée. J'ai chanté deux de mes pires spectacles quand j'étais vraiment malade et trop fière pour annuler. Mais aussi, mon ex-mari Nils Middelhauve est entré sur scène dans des circonstances très difficiles à plusieurs reprises, je sais que le batteur (Gerit Lamm) a souffert d’une très grande douleur dans le dos depuis des années et est quand même entré sur scène. Même Marco Heubaum a continué à jouer avec des doigts en sang.
« Peut-être que vous pouvez comparer cela avec une sorte de compétition. Qui est le plus endurant ? Elle n'a jamais annulé un spectacle ! est un compliment. Elle a annulé un spectacle ! est une raison de l'appeler une diva. Que feriez-vous ?
« Un chanteur reçoit toute l'attention. Boohoo, tant pis pour le reste du groupe. Mais cela signifie que la chanteuse n'a non seulement la pression de plaire aux fans, peu importe ce que cela signifie, mais elle doit constamment prouver au groupe qu'elle ne croit pas être quelque chose de ‘meilleur’ ou plus important. Cela est vrai pour les chanteurs des deux sexes, hommes et femmes.
« Alors, c’est quoi le problème finalement? La réponse est tout cela. Les chanteurs à qui on dit de briller, les instrumentistes qui se sentent petits dans leur ombre, les membres du groupe qui ont le pouvoir de décider des choses et d'autres membres du groupe qui ne se sentent pas représentés par ces décisions, etc. En gros, le problème c’est les egos. »

## Discographie

### Ex-Libris
Albums Studio
- Amygdala (2008)
- Medea (2014)
- Ann (A Progressive Metal Trilogy) (2019)

EPs
- Ann - Chapter 1: Anne Boleyn (2018)
- Ann - Chapter 2: Anastasia Romanova (2019)
- Ann - Chapter 3: Anne Frank (2019)

Démos
- Drawn (2005)
- Medea (2011)

### Xandria
Studio albums
- Sacrificium (2014)[6]
- Theater of Dimensions (2017)

EPs
- Fire & Ashes (2015)

Singles
- Dreamkeeper (2014)
- Nightfall (2014)
- Don't Say A Word (2015)
- Voyage of The Fallen (2015)
- We Are Murderers (We All) (2016)
- Call of Destiny (2017)
- Queen of Hearts Reborn (2017)
- Ship of Doom (2017)